# 阿歷克斯·亨歇爾
阿歷克斯·亨歇爾（英語：Alex Henshall；1994年2月15日—）是一位英格蘭足球運動員。在場上的位置是邊鋒。他現在效力於英格蘭足球冠軍聯賽球隊伊普斯维奇城足球俱乐部。他也代表英格蘭國家青年隊參賽。

## 外部連結
- Alex Henshall profile （页面存档备份，存于） at Manchester City F.C.
- Alex Henshall profile （页面存档备份，存于） at Sky Sports.
- Alex Henshall profile （页面存档备份，存于） at The Football Association.
- 足球数据库：Alex Henshall的球员统计数据